# Familia Ovitz

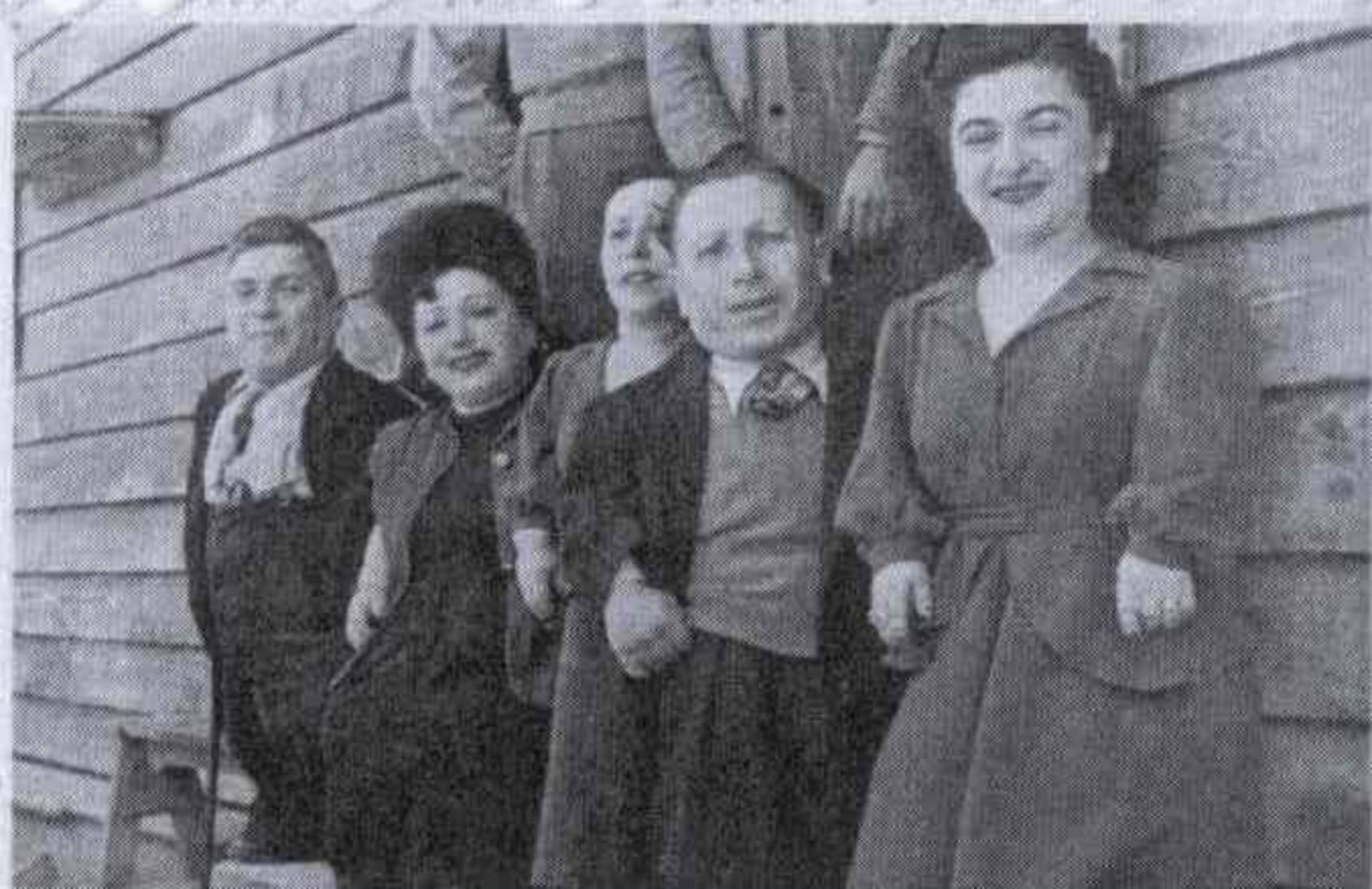
Los Ovitz hacia 1940, delante en primer plano Piroska "Perla" Ovitz (1921-2001).

La familia Ovitz fue una familia de actores/músicos ambulantes judíos húngaros originarios de la actual Rumania, que sobrevivieron al encarcelamiento en el campo de concentración de Auschwitz durante la Segunda Guerra Mundial. La mayoría de ellos eran enanos. Eran la familia más grande de enanos jamás registrada y fueron la familia más grande que ingresó a Auschwitz y sobrevivió intacta; la familia de doce integrantes iba desde un bebé de 15 meses hasta una mujer de 58 años.

## Origen
La familia Ovitz era originaria del condado de Maramureș, Rumania. Eran hijos de Shimson Eizik Ovitz (1868-1923), un respetado animador badchen, rabino ambulante y él mismo enano. De dos matrimonios engendró diez hijos en total, siete de los cuales heredaron su pseudoacondroplasia.
Las hijas de su primer matrimonio con Brana Fruchter (ella era de estatura común), Rozika (1886-1984) y Franzika (1889-1980), eran ambas enanas. Con su segunda esposa, Batia Bertha Husz, también de estatura promedio, tuvo los siguientes hijos: Avram (1903–1972; enano), Freida (1905–1975; enana), Sarah (1907–1993; estatura promedio), Micki (1909– 1972; enano), Leah (1911-1987; estatura promedio), Elizabeth (1914–1992; enana), Arie (1917–1944; estatura promedio) y Piroska (también conocida como "Perla"; 1921–2001; enana).

## La Compañía Lilliput
Tras la muerte de Shimson, Bertha decidió formar con sus hijos un grupo de entretenimiento, la Lilliput Troupe. Cantaban y tocaban música con pequeños instrumentos y actuaron por toda Rumanía, Hungría y Checoslovaquia en las décadas de 1930 y 1940. Los miembros de estatura promedio ayudaban detrás del escenario. Los Ovitz cantaban en yiddish, húngaro, rumano, ruso y alemán. Cuando no estaban de gira, vivían todos en la misma casa.
Al comienzo de la Segunda Guerra Mundial, había doce miembros en la familia, siete de ellos enanos. Cuando Hungría se apoderó del norte de Transilvania en septiembre de 1940, las nuevas leyes raciales prohibieron a los artistas judíos entretener a los no judíos. Aunque los Ovitz eran judíos observantes, consiguieron documentos que omitían el hecho y continuaron realizando sus giras hasta 1944. El 12 de mayo de 1944, los doce miembros de la familia fueron deportados a Auschwitz. Uno de los hermanos de tamaño promedio, Arie, escapó de la redada, pero luego fue arrestado y ejecutado en 1944.

## Auschwitz
Una vez en el campo de concentración, los Ovitz llamaron la atención del médico del campo alemán Josef Mengele (conocido como el 'Ángel de la Muerte'), quien recopilaba curiosidades humanas para experimentos pseudocientíficos sobre la herencia. Separó a los Ovitz del resto de los reclusos del campo para agregarlos a su colección de sujetos de prueba. Tenía curiosidad por el hecho de que la familia incluía tanto enanos como miembros de estatura común. Otros once prisioneros del mismo pueblo afirmaron ser sus parientes, y Mengele los mudó a todos en consecuencia. 
Mengele hizo arreglos para que se construyeran estancias especiales para ellos, para que pudieran ser monitoreados. Para mantenerlos sanos para su experimentación humana, dispuso que tuvieran condiciones de vida más higiénicas, mejor alimentación y ropa de cama propia. Mengele les permitió quedarse con su propia ropa y obligó a los miembros más altos del grupo a portar a los enanos a las salas de experimentación. A la familia se le dijo inicialmente que iban a actuar en un espectáculo para los guardias de las SS en su gran comedor. Cuando llegaron, Mengele les hizo desnudarse mientras hablaba de sus propias ideas sobre la genética.
Los Ovitz, como muchos otros reclusos del campo, fueron sometidos a diversas y dolorosas pruebas. Los médicos de Mengele extrajeron médula ósea, dientes y cabello para buscar signos de enfermedades hereditarias. Les echaron agua fría y caliente en los oídos y los cegaron con gotas químicas. Los ginecólogos inspeccionaron a las mujeres.
Shimshon Ovitz, de dieciocho meses, pasó por las peores pruebas porque tenía ambos padres de altura promedio y nació prematuramente; Mengele le extrajo sangre de las venas detrás de las orejas y de los dedos diariamente, lo que a menudo le causaba debilidad. Los Ovitz también fueron testigos de cómo mataban y hervían a dos enanos recién llegados para que sus huesos pudieran exhibirse en un museo. Mengele también los filmó; esta película no se encontró después de la guerra, y es posible que la guardara cuando huyó.
Ellos esperaban que los mataran después de que Mengele terminara sus experimentos, pero vivieron para ver la liberación de Auschwitz el 27 de enero de 1945. El Ejército Rojo los llevó a la Unión Soviética donde vivieron en un campo de refugiados durante algún tiempo antes de ser liberados.

"Si yo fuera una chica judía saludable, de 1,70 m de altura, me habrían gaseado como a los cientos de miles de los otros judíos en mi país. Entonces, si alguna vez me pregunté porqué nací enana, mi respuesta tendría que ser que mi discapacidad, mi deformidad, era la única manera en que Dios me mantenía con vida."

Perla Ovitz. Gigants: the Dwarfs of Auschwitz.

## Secuelas
Los Ovitz viajaron a pie durante siete meses hasta su pueblo natal. Encontraron su amplia casa saqueada y arrasada; se trasladaron, primero a la ciudad de Sighetu y luego a Bélgica. En mayo de 1949 emigraron a Israel, se establecieron en Haifa y comenzaron sus giras nuevamente, teniendo bastante éxito y llenando grandes salas de conciertos. En 1955 se retiraron y compraron una sala de cine.
Los hijos de los dos hombres enanos de la familia, que se casaron con mujeres de estatura común, tuvieron ambos hijos también de estatura promedio; las mujeres no se quedaron embarazadas debido a sus pequeñas pelvis, lo que habría provocado un desenlace fatal en el parto. La primogénita del patriarca, Rozika Ovitz, murió en 1984 a los 98 años. La última sobreviviente de la familia, Perla Ovitz, murió en 2001.

## En los medios de comunicación
En marzo de 2013, Warwick Davis presentó un episodio de la serie Perspectives de la cadena ITV, titulado "Warwick Davis - Los siete enanitos de Auschwitz". Exploró la historia de la familia Ovitz, incluida una entrevista con Perla Ovitz grabada en 1999 que cuenta cómo sobrevivieron al campo de concentración nazi de Auschwitz y los experimentos de Mengele. La entrevista de la película proviene de un documental, Liebe Perla (en alemán, "Querida Perla").
Una versión ficticia de la familia y el cine en Haifa que regentaban aparece en la película israelí de 2010 The Matchmaker.